# Mannophryne yustizi
Espèce
Synonymes
- Colostethus yustizi La Marca, 1989

Statut de conservation UICN

 EN B1ab(iii) : En danger
Mannophryne yustizi est une espèce d'amphibiens de la famille des Aromobatidae.

## Répartition
Cette espèce est endémique de l'État de Lara au Venezuela. Elle se rencontre de 1 200 à 1 800 m d'altitude dans les parcs Yacambú et Terepaima.

## Étymologie
Cette espèce est nommée en l'honneur d'Enrique Elías Yustiz.

## Publication originale
- La Marca, 1989 : A new species of collared frog (Anura: Dendrobatidae: Colostethus) from Serrania de Portuguesa, Andes of Estado Lara, Venezuela. Amphibia-Reptilia, vol. 10, no 2, p. 175-183.